# Чужиков Микола Федорович
Мико́ла Фе́дорович Чу́жиков (5 травня 1938, Макешкіно, Бєлгородська область, РСФРР, СРСР — 9 червня 2022) — радянський веслувальник, байдарочник, олімпійський чемпіон. Почесний громадянин Луганська.

## Біографія

### Молоді роки
Народився 5 травня 1938 в селі Макешкіно, Новооскольського району, Бєлгородської області, РСФРР, СРСР (нині Росія).
Тренувався у Лисичанську, на Лисичанській водній станції. Виступав за добровільне спортивне товариство «Авангард».

### Спортивна кар'єра
У 1963 році став бронзовим призером (разом з Анатолієм Гришиним) у дисципліні Б-2 1000 м на Чемпіонаті Європи та світу з веслування на байдарках і каное у місті Яйце, Югославія.
У 1964 році став золотим призером (разом з Володимиром Морозовим, В'ячеславом Іоновим та Анатолієм Гришиним) у дисципліні Б-4 1000 м на Літніх Олімпійських іграх у Токіо, Японія. Того ж року йому було присвоєно звання Заслуженого майстра спорту СРСР.
У 1965 році став бронзовим призером (разом з Володимиром Морозовим, В'ячеславом Іоновим та Анатолієм Гришиним) у дисципліні Б-4 10000 м на Чемпіонаті Європи з веслування на байдарках і каное у Бухаресті, Румунія.
У 1966 році став золотим призером (разом з Володимиром Морозовим, В'ячеславом Іоновим та Анатолієм Гришиним) у дисципліні Б-4 10000 м на Чемпіонаті світу з веслування на байдарках і каное у Берліні, НДР.
У 1967 році став бронзовим призером (разом з Юрієм Стеценко, Георгієм Карюхіним та Юрієм Кабановим) у дисципліні Б-4 1000 м на Чемпіонаті Європи з веслування на байдарках і каное у Дуйсбурзі, ФРН.
У 1968 брав участь у Літніх Олімпійських іграх в Мехіко, Мексика у дисципліні Б-4 1000 м, але посів з командою лише 5 місце.
У 1969 році став бронзовим призером (разом з Анатолієм Гришиним, Дмитром Матвєєвим та Валерієм Діденко) у дисципліні Б-4 1000 м на Чемпіонаті Європи з веслування на байдарках і каное у Москві, СРСР.

### Подальше життя
У 1971 році закінчив Ворошиловградський педагогічний інститут. За фахом — викладач. Мешкав і працював там же.
У 2004 році йому було присуджено звання Почесного громадянина Луганська.

## Нагороди
- Звання «Заслужений майстер спорту СРСР» (1964)
- Медаль «За трудову доблесть»
- Звання «Почесний громадянин Луганська» (2004)